# 宝地町 (名古屋市)
宝地町（ほうちちょう）は、愛知県名古屋市西区にある地名。丁番を持たない単独町名である。住居表示未実施。

## 地理
名古屋市西区北部に位置する。東は比良・大野木、西は赤城町、南は歌里町、北は花原町に接する。

## 歴史

### 地名の由来
旧字名に由来するという。

### 沿革
- 1972年（昭和47年） - 山田町大字大野木の一部により西区宝地町として成立[1]。
- 1975年（昭和50年） - 山田町大字上小田井の一部を編入[1]。
- 1981年（昭和56年） - 山田町大字比良の一部を編入[1]。

## 世帯数と人口
2019年（平成31年）2月1日現在の世帯数と人口は以下の通りである。
| 町丁   | 世帯数  | 人口    |
| ------ | ------- | ------- |
| 宝地町 | 600世帯 | 1,399人 |

### 人口の変遷
国勢調査による人口の推移
| 1995年（平成7年）  | 1,243人 | [ WEB 6 ]  |  |
| 2000年（平成12年） | 1,303人 | [ WEB 7 ]  |  |
| 2005年（平成17年） | 1,373人 | [ WEB 8 ]  |  |
| 2010年（平成22年） | 1,405人 | [ WEB 9 ]  |  |
| 2015年（平成27年） | 1,420人 | [ WEB 10 ] |  |

## 学区
市立小・中学校に通う場合、学校等は以下の通りとなる。また、公立高等学校に通う場合の学区は以下の通りとなる。
| 番・番地等 | 小学校                 | 中学校                 | 高等学校 |
| ---------- | ---------------------- | ---------------------- | -------- |
| 全域       | 名古屋市立大野木小学校 | 名古屋市立山田東中学校 | 尾張学区 |

## 交通

### バス
- 名古屋市営バス（名古屋市交通局）
  - 山田東中学校停留所[WEB 13]
    - アのりば - □小田11号系統（如意住宅・如意車庫前行）

  - 大野木四丁目停留所[WEB 14]
    - アのりば - ■名駅12号系統（如意車庫前行）・■栄11号系統（如意車庫前行）・□小田11号系統（如意住宅・如意車庫前行）

  - 蛇池神社前停留所[WEB 15]
    - イのりば - ■名駅12号系統（如意車庫前行）・■栄11号系統（如意車庫前行）・□小田11号系統（如意住宅・如意車庫前行）

## 施設

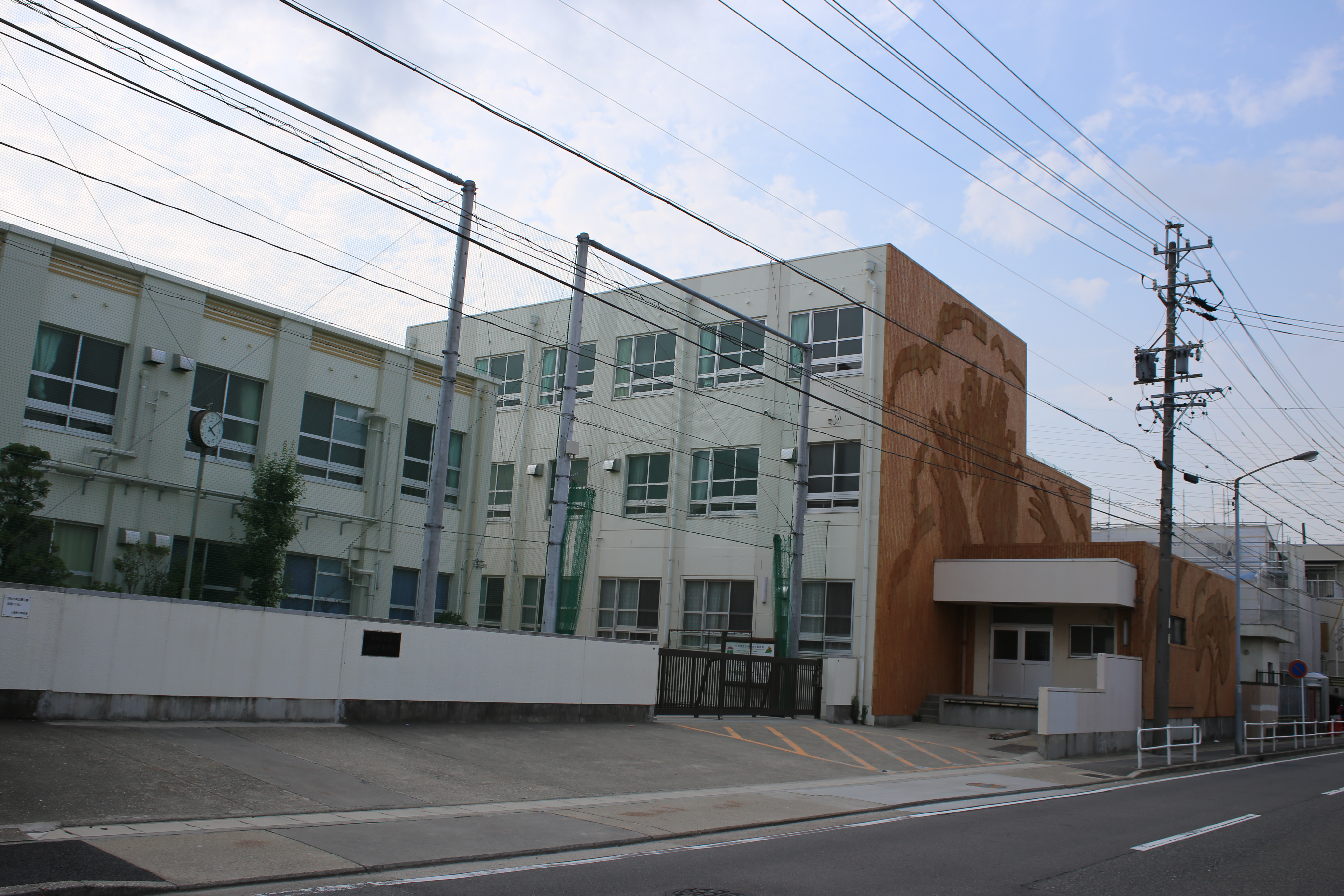
名古屋市立山田東中学校
- 宝地公園
- 国風第三幼稚園
- 名古屋大野木郵便局
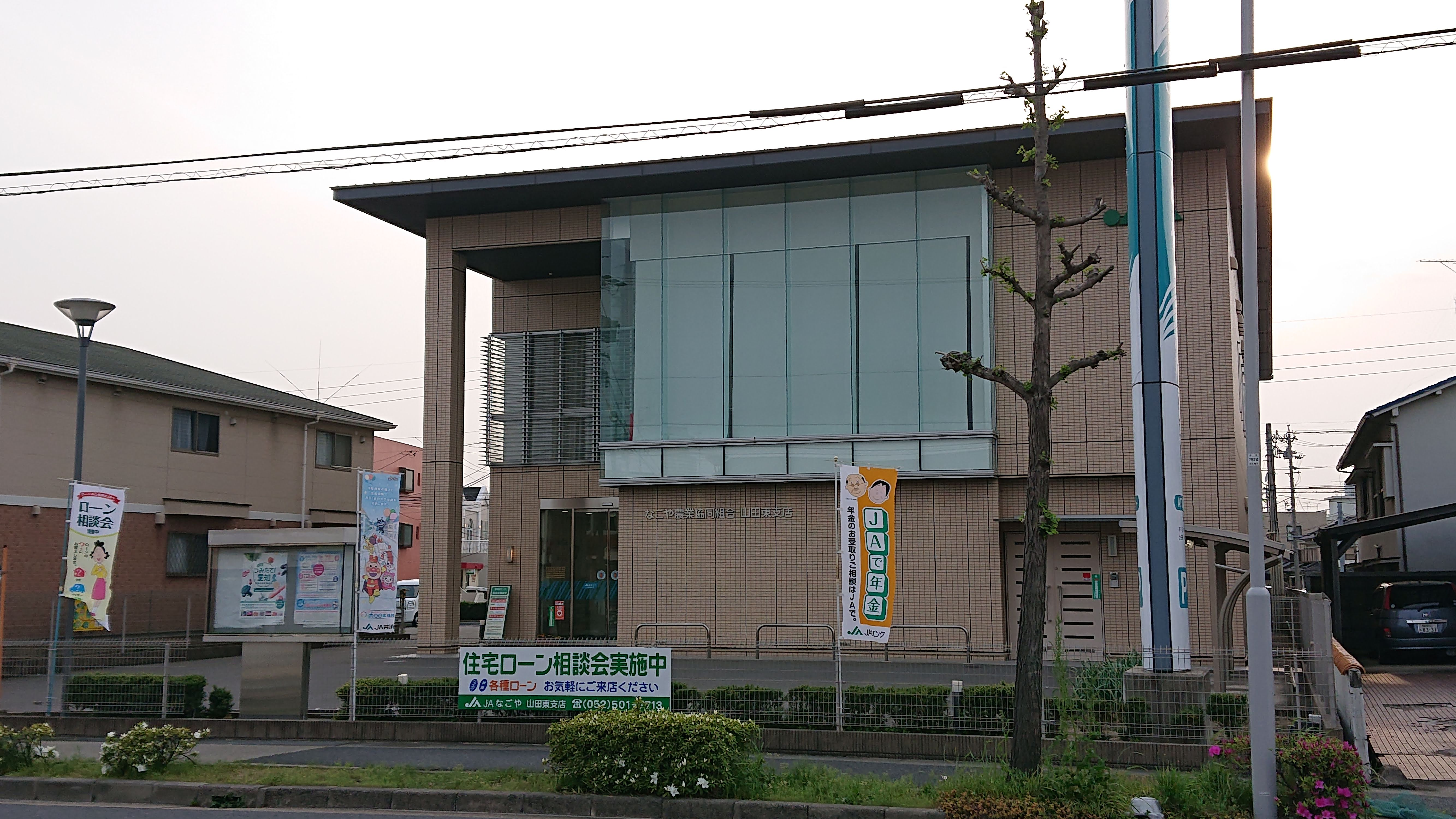
JAなごや山田東支店
- 天理教愛知旭分教会

- 名古屋市立山田東中学校
- JAなごや山田東支店

## その他

### 日本郵便
- 郵便番号 : 452-0808[WEB 3]（集配局：名古屋西郵便局[WEB 16]）。

### WEB
1. ↑  “愛知県名古屋市西区の町丁・字一覧”.   人口統計ラボ. 2019年3月17日閲覧。
2. 1 2  “町・丁目(大字)別、年齢(10歳階級)別公簿人口(全市・区別)”.   名古屋市 (2019年2月20日). 2019年3月10日閲覧。
3. 1 2  “郵便番号”.  日本郵便. 2019年3月10日閲覧。
4. ↑  “市外局番の一覧”.   総務省. 2019年1月6日閲覧。
5. ↑  “西区の町名一覧”.   名古屋市 (2017年6月1日). 2019年2月28日閲覧。
6. ↑  総務省統計局 (2014年3月28日). “平成7年国勢調査の調査結果(e-Stat) - 男女別人口及び世帯数 －町丁・字等” (CSV). 2019年4月27日閲覧。
7. ↑  総務省統計局 (2014年5月30日). “平成12年国勢調査の調査結果(e-Stat) - 男女別人口及び世帯数 －町丁・字等” (CSV). 2019年4月27日閲覧。
8. ↑  総務省統計局 (2014年6月27日). “平成17年国勢調査の調査結果(e-Stat) - 男女別人口及び世帯数 －町丁・字等” (CSV). 2019年4月27日閲覧。
9. ↑  総務省統計局 (2012年1月20日). “平成22年国勢調査の調査結果(e-Stat) - 男女別人口及び世帯数 －町丁・字等” (CSV). 2019年4月27日閲覧。
10. ↑  総務省統計局 (2017年1月27日). “平成27年国勢調査の調査結果(e-Stat) - 男女別人口及び世帯数 －町丁・字等” (CSV). 2019年4月27日閲覧。
11. ↑  “市立小・中学校の通学区域一覧”.   名古屋市 (2018年11月10日). 2019年1月14日閲覧。
12. ↑  “平成29年度以降の愛知県公立高等学校（全日制課程）入学者選抜における通学区域並びに群及びグループ分け案について”.   愛知県教育委員会 (2015年2月16日). 2019年1月14日閲覧。
13. ↑  名古屋市交通局. “なごや地図ナビ 山田東中学校”. 2014年2月13日閲覧。
14. ↑  名古屋市交通局. “なごや地図ナビ 大野木四丁目”. 2014年2月13日閲覧。
15. ↑  名古屋市交通局. “なごや地図ナビ 蛇池神社前”. 2014年2月13日閲覧。
16. ↑  郵便番号簿 平成29年度版 - 日本郵便. 2019年03月10日閲覧 (PDF)

### 書籍
1. 1 2 3 4 5  名古屋市計画局 1992, p. 236.

## 公式サイト
- ウィキメディア・コモンズには、宝地町 (名古屋市)に関するカテゴリがあります。